# Robotron (DDR)
Robotron is een merknaam die werd gedragen door een niet meer bestaande onderneming uit Dresden, voluit geheten: VEB Kombinat Robotron,  die computers en randapparatuur produceerde. De naam is een combinatie van de woorden robot en elektronica.

## Geschiedenis
Het bedrijf was actief van 1969 tot 1990 in de periode, dat Dresden in de Duitse Democratische Republiek (DDR) lag.
Het had de voor de DDR specifieke rechtsvormen Volkseigener Betrieb (VEB) en Kombinat. Het stond onder directe controle van de toenmalige Oost-Duitse regering.
Al in 1963 produceerde een voorloper van dit bedrijf, Elrema te Karl-Marx-Stadt, het huidige Chemnitz, een computer met de naam Robotron 300. Deze kon, als hij goed werkte, per minuut 300 ponskaarten verwerken. Overheidsbeleid in 1969 leidde tot het concentreren van de bedrijfstak in Dresden, waar voor de nieuwe onderneming nieuwe fabrieks- en kantoorgebouwen verrezen. Ook in Riesa en Hoyerswerda werden bedrijfsonderdelen van Robotron in nieuwbouw gehuisvest. In 1970 werden deze gebouwen in gebruik genomen.
Ook het voormalige bedrijf Astrawerke AG uit Chemnitz, dat in 1921 was opgericht en in 1948 na het ontstaan van de DDR was genationaliseerd en in een VEB was omgezet, ging in het Kombinat Robotron op. Astrawerke was een fabriek van reken- en boekhoudmachines.
In 1989 bedroeg het aantal medewerkers van het Kombinat liefst 68.000.  Het omvatte  21 bedrijven. De omzet was dat jaar 12,8 miljard Oost-Duitse mark.
Tot de laatste personal computers, die door Robotron werden gemaakt, behoorde het uit 1986 daterende type EC 1834. Dit was gebaseerd op soortgelijke apparaten van het merk IBM.

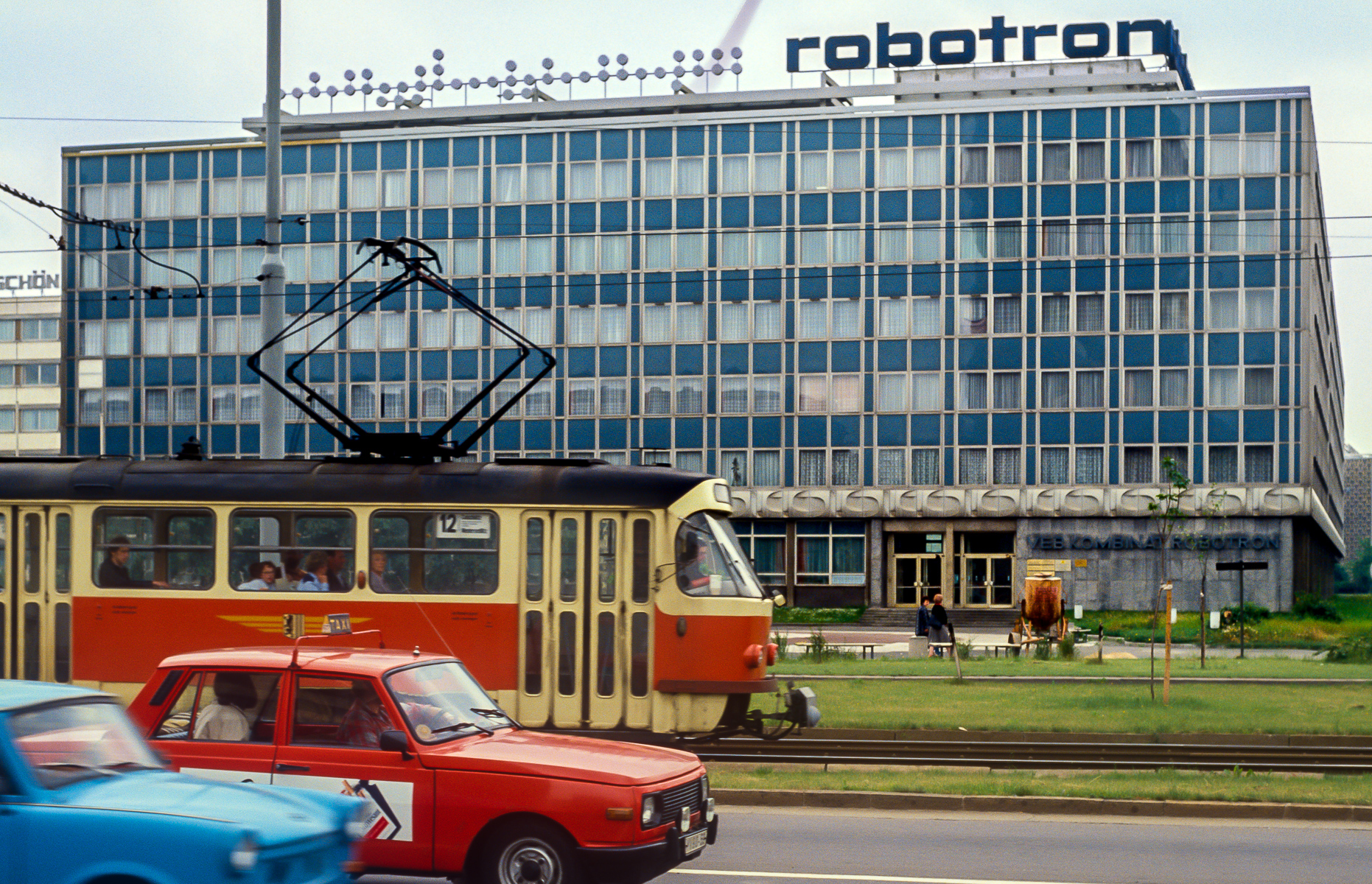
Hoofdkantoor van VEB Kombinat Robotron Dresden (1990).

In 1990 werd het bedrijf, dat na de Wende al gauw niet tegen de Westerse technologie en concurrentie bleek te zijn  opgewassen, door de Treuhandanstalt geliquideerd. Negentig procent van de personeelsleden raakte werkloos.
De rechten op het gebruik van de merknaam, en een kleine productielocatie te Riesa, werden overgenomen door BuS Elektronik AG, die op haar beurt weer een dochteronderneming is geworden van het Nederlandse concern Neways Electronics. 
Het grote kantoor- en directiegebouw, en de voormalige bedrijfskantine van Robotron, in de omgeving van de Pirnaische Platz en de St. Petersburger Straße te Dresden, zullen waarschijnlijk de status industrieel erfgoed verkrijgen en niet worden gesloopt, maar voor andere bestemmingen gebruikt worden.
De andere Robotron-gebouwen zijn in de 21e eeuw afgebroken.